# Harold Diamond
Harold „Diamond“ Roth ist ein US-amerikanischer Schauspieler und Stuntman sowie ehemaliger Kickboxer und Karateka.

## Leben
Roth begann ab Mitte der 1970er in Florida mit professionellen Kickboxen. Er baute eine Siegesserie von 17 Siegen durch K. o. auf, verlor aber mindestens zweimal gegen Steve Shepherd. 1983 gewann er eine Muay-Thai-Meisterschaft. Nach 19 Kämpfen, davon 17 Siege durch K. o. und zwei Niederlagen, beendete er seine Kampfsportlerlaufbahn. Daneben soll er einen 67:0 Vollkontakt-Karaterekord halten, allerdings ist mindestens eine Niederlage gegen den Deutschen Peter Harbrecht belegt. Aufgrund seiner Frisur, lange Haare zum Pferdeschwanz gebunden und lässigen Jeans, die er im Ring trug, erhielt er den Spitznamen „Nature Boy“. So rückte er in den Fokus der Filmstudios und wurde 1986 im Fernsehfilm Tanz ins Licht als Judotrainer gecastet. Im Folgejahr erhielt er in Hard Ticket to Hawaii als Jade seine erste große Rolle und fiel dabei durch einen waghalsigen Stunt auf einem Skateboard auf. 1988 spielte er dieselbe Rolle in der Fortsetzung Hawaii Connection. Im selben Jahr war er als Stockkämpfer in Rambo III an der Seite von Sylvester Stallone zu sehen. Außerdem spielte er 1988 kleiner Rollen in den Filmen Spellbinder – Ein teuflischer Plan und Killing American Style. 1989 war er im Film Trained to Kill zu sehen. 1990 stellte er im Film Gypsy die gleichnamige Rolle des Montana the Gypsy dar. Danach arbeitete er als Kampfsportlehrer. Erst 2015 folgte im Fernsehfilm Thunderland die nächste Filmrolle. 2016 war er unter anderen im Film Kickboxer: Die Vergeltung als Kampfberater tätig. 2017 stellte er im Actionfilm King Arthur and the Knights of the Round Table die historische Rolle des Zauberers Merlin dar.

## Filmografie (Auswahl)

### Schauspiel
- 1986: Tanz ins Licht (Can You Feel Me Dancing, Fernsehfilm)
- 1987: Hard Ticket to Hawaii
- 1988: Hawaii Connection
- 1988: Rambo III
- 1988: Spellbinder – Ein teuflischer Plan (Spellbinder)
- 1988: Killing American Style
- 1989: Trained to Kill
- 1990: Gypsy
- 2015: Thunderland (Fernsehfilm)
- 2017: King Arthur and the Knights of the Round Table

### Stunts
- 1988: Hawaii Connection
- 2016: Kickboxer: Die Vergeltung (Kickboxer: Vengeance)